# Rezolucja Rady Bezpieczeństwa ONZ nr 1739
Rezolucja Rady Bezpieczeństwa ONZ nr 1739 została uchwalona jednogłośnie 10 stycznia 2007 podczas 5617. posiedzenia Rady, odbywającego się w Nowym Jorku. Posiedzenie trwało zaledwie 4 minuty.
Najważniejsze postanowienia:
- przedłużenie mandatu Operacji ONZ na Wybrzeżu Kości Słoniowej (UNOCI) oraz wspierającego ją francuskiego kontyngentu wojskowego do 30 czerwca 2007.
- wskazanie najważniejszych zadań UNOCI, wśród których wymieniono m.in. monitorowanie przestrzegania zawieszenia broni z 3 maja 2003 oraz strzeżenie granic Wybrzeża ze szczególnym uwzględnieniem kwestii uchodźców z Liberii.